# Lichenostomus
Lichenostomus is een geslacht van zangvogels uit de familie honingeters (Meliphagidae). Soorten uit het geslacht Ptilotula werden eerder ook wel als soorten uit dit geslacht beschouwd.

## Soorten
De volgende soorten zijn bij het geslacht ingedeeld:
- Lichenostomus cratitius – Purperteugelhoningeter
- Lichenostomus melanops – Geelpluimhoningeter